# 魚蛋妹
魚蛋妹在香港舊日的俗語中，指於「魚蛋檔」工作的妓女，大部份為未成年少女。雖是未成年少女，但指的其實是「女學生」，她們的工作地方稱為「魚蛋檔」，靠出賣身體為客人服務。因為在場內進行性交易很容易觸犯法例而被查封，所以在一般情況下，這類場所是不准魚蛋妹和客人發生性行為，包括口交和手淫，只會讓客人用手伸入魚蛋妹的衣服內四處遊走，稱為「摷嘢」，如客人想有進一步的行為，可與「魚蛋妹」私下協議，在「魚蛋檔」外的地方進行交易。因為客人用雙手觸弄女性乳房時的動作，有點像「魚蛋師傅」搓魚漿做魚蛋的動作，故得名「魚蛋妹」。另一種講法指「魚蛋妹」只能用手碰，不能性交，而這種用手碰的行為也被稱為「篤魚蛋」，另也有指是出自這類發育未久的少女，胸形有點像魚蛋而被稱為「魚蛋胸」，再引申出「魚蛋妹」。
在1970至80年代的「魚蛋檔」是透過開辦「康樂中心」的牌照營業，所以「魚蛋檔」通常是以樓上茶室作為招牌，表面上是正當經營，而早年的「魚蛋檔」為免違反發牌條件而被吊銷牌照，所以不准許客人和少女在場所內性交，但後來「魚蛋檔」越開越多，在競爭下開始有「魚蛋檔」冒著風險默許客人在場內性交，而只摸不做的「魚蛋檔」在競爭下顯然沒有市場，所以越來越多「魚蛋檔」縱容場內性交易，演變成掛著茶室或康樂中心招牌的妓院，政府於是立法禁止兩名性工作者在同一處所賣淫，加強打擊這類賣淫場所，「魚蛋檔」自此很難逃避法律責任，所以在1990年代迅速沒落，並由新興的一樓一鳳取而代之。

## 在香港以外的含義
舊時操持皮肉生意的蜑家婦女，也被稱為「魚蛋妹」。

## 參看
- 香港性產業
- 香港性交易產業
- 蜑家人